# ماريان ميرسير
ماريان ميرسير (بالإنجليزية: Marian Mercer)‏ هي ممثلة أمريكية، ولدت في 26 نوفمبر 1935 في الولايات المتحدة، وتوفيت بنفس المكان في 27 أبريل 2011 بسبب مرض آلزهايمر. من الجوائز التي نالتها جائزة المسرح العالمي سنة 1969.

## جوائز
- جائزة المسرح العالمي (1969)

## وصلات خارجية
- ماريان ميرسير على موقع IMDb (الإنجليزية)
- ماريان ميرسير على موقع ميوزك برينز (الإنجليزية)
- ماريان ميرسير على موقع قاعدة بيانات برودواي على الإنترنت (الإنجليزية)
- ماريان ميرسير على موقع إن إن دي بي (الإنجليزية)
- ماريان ميرسير على موقع أول ميوزيك (الإنجليزية)
- ماريان ميرسير على موقع ديسكوغز (الإنجليزية)
- ماريان ميرسير على موقع قاعدة بيانات الفيلم (الإنجليزية)